# Средний Кисловский переулок
Сре́дний Ки́словский переу́лок — переулок в Центральном административном округе города Москвы. Проходит от Большого Кисловского переулка до Малого Кисловского переулка, параллельно Большой Никитской улице. Нумерация домов ведётся от Большого Кисловского переулка.

## Происхождение названия
Название XVII века, дано по Кисловской слободе. Кислошниками называли людей, профессионально занимавшихся засолкой и квашением овощей и ягод, приготовлением кислых напитков — кваса, щей и др. В районе нынешних Кисловских переулков находилась принадлежавшая двору царицы царицына Кисловская слобода. Рядом также располагалась патриаршая Кисловская слобода.

## История
К середине XIX века Средний и Нижний переулки стали собственностью семейства Якунчиковых. Глава дома был известен как щедрый меценат и ценитель изящных искусств. Он щедро субсидировал строительство Московской консерватории. На его музыкальные вечера в главном усадебном доме собиралась едва ли не вся богемная Москва.
С 1901 года в Кисловских переулках находится Московская консерватория, с 1902 года — Музыкально-драматическое училище при Филармоническом обществе. По соседству с музыкальными учреждениями нанимали квартиры их преподаватели, видные российские музыканты, и ученики.
В переулке жили преподаватели консерватории, композиторы Василий Сергеевич Калинников (1866—1900) и Арсений Николаевич Корещенко (1870—1921).

## Примечательные здания и сооружения

### По нечётной стороне
- № 1/13 — стр. 1 — Жилой доходный дом первой трети XIX века со сводчатым подвалом и одноэтажным объемом винных складов, а также небольшой жилой флигель 1806—1822 годов. Стр. 3 — доходный жилой дом последней трети XIX века. В одном из этих домов в 1914—1917 жил художник Георгий Богданович Якулов (1884—1928).
- № 3 — Наиболее раннее строение в переулке (1806). Дом был построен во владении купца Ф. Ланга. В начале 1850-х гг. здесь жил А. Ю. Давидов, один из основателей Московского математического общества, а в середине 1890-х гг. — выдающаяся балерина Екатерина Васильевна Гельцер (1876—1962). Усадьба внесена в Красную книгу Архнадзора (электронный каталог объектов недвижимого культурного наследия Москвы, находящихся под угрозой), номинация - реконструкция.[1]
- № 5/6, стр. 3 — Доходный дом Якунчиковых постройки 1896 г., арх. Ф. Ф. Воскресенский. В рамках гражданской инициативы «Последний адрес» на доме установлен мемориальный знак с именем служащего Карла Карловича Дуниса[2], расстрелянного органами НКВД 3 февраля 1938 года[3]. Этот день стал днем “латышского расстрела“: в Москве были убиты 229 латышей, в том числе почти в полном составе труппа латышского театра “Скатуве”. Все они были захоронены на Бутовском полигоне, а через 20 лет – в 1950-е годы – были полностью реабилитированы.
- № 7/10 — Два нижних этажа XVIII века, четыре верхних 1953 года. После 1812 года здание принадлежало генерал-майору Г. А. Колокольцеву, с 1858 года — В. И. Якунчикову, где на домашних концертах бывали композитор Антон Григорьевич Рубинштейн (1829—1894), пианист Николай Григорьевич Рубинштейн (1835—1881), композитор Александр Николаевич Скрябин (1872—1915), Петр Ильич Чайковский (1840—1893), художник Василий Дмитриевич Поленов (1844—1927), художественный критик С. Г. Голоушев. Здесь же жили и работали дочери-художницы В. И. Якунчикова Мария и Вера. В 1899—1903 гг. в доме жил член объединения художников «Голубая роза» С. Г. Судейкин, а с 1908 года — скульптор С. Т. Коненков.

### По чётной стороне
- № 2 — Доходный дом Н. Н. Чернева. Перестроен в 1890 году архитектором В. А. Мазыриным из более ранней постройки. Здесь в 1910—1920-х гг. жил композитор Ф. Ф. Кёнеман, в 1930-х гг. — артист В. Я. Станицын.
- № 4, стр. 2 — Жилой дом Синодального училища церковного пения (Дом синодальных композиторов), построен в 1880-е гг. архитектором В. Д. Шером. Здесь жили преподаватели Синодального училища церковного пения — Николай Семёнович Голованов (1891—1953), С. Н. Кругликов, Александр Дмитриевич Кастальский (1858—1926) и другие[4]. Ныне дом признан городскими властями аварийным, консерватория была намерена его снести и выстроить здесь здание для своей библиотеки, перекрыв при этом внутренний двор и создав подземную автостоянку. Жильцы дома протестовали против планов сноса, общественность также выступает в его защиту: 17 апреля 2009 года, накануне Международного дня музеев, ровно в 22:00 к дому пришли экскурсии, организованные движением «Архнадзор», выступил хор Казанского собора[5]. От сноса предостерегают и инженеры: слом дома нарушит уникальную акустику Рахманиновского зала (в 1897 г. при строительстве дома он был соединён с залом для удобства преподавателей училища, которые могли ходить на работу через второй этаж)[4]. Ранее, в 2006 г., дом был заявлен на охрану в Москомнаследие (по закону заявленный объект не может быть снесён и реконструирован до вынесения решения соответствующей комиссии). В сентябре 2009 года наделён статусом выявленного объекта культурного наследия[6]. В мае 2016 года здание включено в реестр памятников федерального значения[7]. При этом в предмет охраны памятника вошла планировка только двух квартир — Кастальского и Чеснокова, проектом предусмотрена замена материала перекрытий, потерявших за годы запустения несущую способность.[8]
- № 6 — В этом здании располагалась еврейская драматическая студия "Габима".
- № 8 —
- № 10 —